# Popanz
Der Begriff Popanz ['po:pants] bezeichnet eine nicht ernst zu nehmende Schreckgestalt.

## Bedeutung und Etymologie
Pejorativ bezeichnet Popanz eine vermeintliche oder überzeichnete Bedeutung oder Bedrohlichkeit. Gemeint sein kann auch eine Person, die „sich willenlos gebrauchen und alles mit sich machen lässt“, zugleich aber den Eindruck von Macht und Selbstbestimmtheit zu erwecken versucht. Sowohl der Teufel als auch die allein seligmachende (katholische) Kirche wurden als Popanz gesehen. Die heutige Redewendung „etwas zum Popanz aufbauen“ oder „um etwas einen Popanz aufbauen“ drückt aus, dass etwas absichtlich aufgebauscht wird, obwohl man weiß, dass es sich nur scheinbar um etwas Bedrohliches oder Einschüchterndes handelt.
Die Etymologie des Wortes ist ungeklärt, die slawische Herkunft umstritten. Popanz oder Popenz (Schreckgespenst, ausgestopfte Gestalt, Strohpuppe) wurde Ende des 16. Jahrhunderts im Niederdeutschen nachgewiesen. Möglich ist eine sprachliche Anknüpfung an das alttschechische bobonci, pobonci, tschechisch poboněk, paboněk, pabuněk für Gespenst. Erwogen wird auch eine Weiterbildung des in deutschen Mundarten verbreiteten Boboz (Schreckgespenst für Kinder), das wiederum auf dem kindlichen Laut (bobo) beruht – einem nachgeahmten Ausruf in der Kindersprache, der wie ein Grusellaut klingt.